# Hortipes abucoletus
Hortipes abucoletus är en spindelart som beskrevs av Jan Bosselaers och Rudy Jocqué 2000. Hortipes abucoletus ingår i släktet Hortipes och familjen flinkspindlar.
Artens utbredningsområde är Kamerun. Inga underarter finns listade i Catalogue of Life.